# Copa Mundial Femenina de Rugby
La Copa Mundial Femenina de Rugby es la competición internacional de rugby más importante de selecciones nacionales femeninas de la World Rugby.
En 1991 un torneo fue organizado por Gales y tres años más tarde por Escocia. En 1998 la World Rugby organizó la Copa Mundial Femenina de Rugby y desde entonces se lleva a cabo cada cuatro años. En 2009 la World Rugby oficializó los torneos de Gales 1991 y Escocia 1994.
La actual campeona del mundo es la selección de Nueva Zelanda, que ganó el torneo disputado en el 2021 en Nueva Zelanda.

## Historia
Antes de Gales 1991 existían competencias de naturaleza similar. En 1990 celebró en Nueva Zelanda el Festival Mundial de Rugby de Mujeres con naciones invitadas. El éxito del festival incentivó a que un año más tarde se desarrolle la primera Copa Mundial.
La copa de Gales 1991 la disputaron 12 naciones que fueron acomodadas en cuatro grupos de tres, finalmente las estadounidenses se consagraron campeonas del mundo al vencer a Inglaterra 19 – 6.
Se decidió que la Copa Mundial se realice cada cuatro años pero para la segunda edición se adelantó un año para no coincidir con el Mundial masculino de Sudáfrica 1995. Luego de Escocia 1994 se normalizó a cuatro años entre una y otra competición, coincidiendo con la Copa Mundial masculina de Fútbol.
En 1998 la entonces International Rugby Board, hoy World Rugby, tomó el control de la Copa Mundial y organizó la tercera edición en Países Bajos, por única vez 16 naciones participaron en Países Bajos 1998.
En 2009 la World Rugby oficializó los torneos de 1991 y 1994 que no habían sido organizados por ellos; el mismo día cuatro naciones presentaron sus candidaturas al mundial del siguiente año, siendo elegida Inglaterra. Para este torneo hubo equipos que clasificaron de oficio gracias a sus resultados en el mundial pasado, algunos por su rendimiento en torneos regionales y otros a través de clasificatorias propiamente dichas. Anteriormente a Inglaterra 2010 los equipos participaban por invitación.
Posterior a la finalización de la edición 2021, se anunció la expansión a 16 selecciones, cuatro más que en la mencionada edición, con la finalidad de hacer crecer el deporte a nivel mundial en la categoría femenina, especialmente en los países con menor tradición en la disciplina.

## Torneos
Esta tabla muestra los principales resultados de la fase final de cada Copa Mundial Femenina de Rugby. Para más información sobre un torneo en particular, véase la página especializada de ella en Detalles.
| Año           | Sede           |                | Campeón      | Final Resultado | Subcampeón                |                           | Tercer lugar              | Resultado    | Cuarto lugar |
| 1991 Detalles | Gales          | Estados Unidos | 19 - 6       | Inglaterra      | y Francia y Nueva Zelanda | y Francia y Nueva Zelanda | y Francia y Nueva Zelanda |              |              |
| 1994 Detalles | Escocia        | Inglaterra     | 38 - 23      | Estados Unidos  | Francia                   | 27 - 0                    | Gales                     |              |              |
| 1998 Detalles | Países Bajos   | Nueva Zelanda  | 44 - 12      | Estados Unidos  | Inglaterra                | 31 - 15                   | Canadá                    |              |              |
| 2002 Detalles | España         | Nueva Zelanda  | 19 - 9       | Inglaterra      | Francia                   | 41 - 7                    | Canadá                    |              |              |
| 2006 Detalles | Canadá         | Nueva Zelanda  | 25 - 17      | Inglaterra      | Francia                   | 17 - 8                    | Canadá                    |              |              |
| 2010 Detalles | Inglaterra     | Nueva Zelanda  | 13 - 10      | Inglaterra      | Australia                 | 22 - 8                    | Francia                   |              |              |
| 2014 Detalles | Francia        | Inglaterra     | 21 - 9       | Canadá          | Francia                   | 25 - 18                   | Irlanda                   |              |              |
| 2017 Detalles | Irlanda        | Nueva Zelanda  | 41 - 32      | Inglaterra      | Francia                   | 31 - 23                   | Estados Unidos            |              |              |
| 2021 Detalles | Nueva Zelanda  | Nueva Zelanda  | 34 - 31      | Inglaterra      | Francia                   | 36 - 0                    | Canadá                    |              |              |
| 2025 Detalles | Inglaterra     | a disputarse   | a disputarse | a disputarse    | a disputarse              | a disputarse              | a disputarse              | a disputarse |              |
| 2029 Detalles | Australia      | a disputarse   | a disputarse | a disputarse    | a disputarse              | a disputarse              | a disputarse              | a disputarse |              |
| 2033 Detalles | Estados Unidos | a disputarse   | a disputarse | a disputarse    | a disputarse              | a disputarse              | a disputarse              | a disputarse |              |

### Palmarés
| Equipo         | Campeón                                | Subcampeón                             | Tercer puesto                                | Cuarto puesto              |
| -------------- | -------------------------------------- | -------------------------------------- | -------------------------------------------- | -------------------------- |
| Nueva Zelanda  | 6 (1998, 2002, 2006, 2010, 2017, 2021) | -                                      | 1 (1991)                                     | -                          |
| Inglaterra     | 2 (1994, 2014)                         | 6 (1991, 2002, 2006, 2010, 2017, 2021) | 1 (1998)                                     | -                          |
| Estados Unidos | 1 (1991)                               | 2 (1994, 1998)                         | -                                            | 1 (2017)                   |
| Canadá         | -                                      | 1 (2014)                               | -                                            | 4 (1998, 2002, 2006, 2021) |
| Francia        | -                                      | -                                      | 7 (1991, 1994, 2002, 2006, 2014, 2017, 2021) | 1 (2010)                   |
| Australia      | -                                      | -                                      | 1 (2010)                                     | -                          |
| Gales          | -                                      | -                                      | -                                            | 1 (1994)                   |
| Irlanda        | -                                      | -                                      | -                                            | 1 (2014)                   |